# Chaidawyn Gantulga
Chaidawyn Gantulga (mongolisch Хайдавын Гантулга, englisch Khaidavyn Gantulga, wiss. Transliteration Chajdavyn Gantulga; * 9. März 1965) ist ein ehemaliger mongolischer Boxer.

## Sport
Chaidawyn Gantulga trat bei den Olympischen Sommerspielen 1988 in Seoul an. Im Weltergewichtsturnier schied er im Achtelfinale gegen den Kenianer Robert Wangila aus.